# Daniel Ginczek
Daniel Ginczek (Arnsberg, 13 aprile 1991) è un ex calciatore tedesco, di ruolo attaccante.

## Palmarès

### Club

#### Competizioni nazionali
- Campionato tedesco di seconda divisione: 1

Stoccarda: 2016-2017